# Jorge del Moral
Jorge del Moral (Ciudad de México, 1900 - Ciudad de México, 1941) fue un compositor mexicano.

## Biografía
Compositor (Ciudad de México, 1900-1941). Estudió en instituciones musicales de Europa. En Múnich, Alemania, hizo amistad con músicos tan destacados como Claudio Arrau. Obtuvo gran renombre como concertista de piano al realizar varias giras por diferentes países. En México, sus canciones fueron interpretadas por destacados cantantes de su época, entre ellos Josefina Aguilar “La chacha”, Paco Santillana, Nestor Mesta Chayres, Alfonso Ortiz Tirado, María Trinidad Martínez viuda de González y otros. Además de sus múltiples melodías populares, destacan: No niegues que me quisiste, Pierrot, Guitarras y flores, Nunca digas, Condénala señor, Divina mujer, y ¿Por qué? También escribió música selecta y religiosa y fue figura de gran popularidad en la tercera década del siglo XX. Es autor de la ópera "Don Ramiro", en tres actos.
- Datos: Q6278817